# Palmodes sagax
Palmodes sagax är en biart som först beskrevs av Kohl 1890.  Palmodes sagax ingår i släktet Palmodes och familjen grävsteklar. Inga underarter finns listade i Catalogue of Life.